# David Piper (conservateur de musée)
Cet article concerne le conservateur de musée. Pour le pilote automobile, voir David Piper (pilote automobile).
Pour les articles homonymes, voir Piper.
David Towry Piper  (21 juillet 1918 - 29 décembre 1990) est un conservateur de musée et auteur britannique. Il est directeur de la National Portrait Gallery de 1964 à 1967, du Fitzwilliam Museum de Cambridge de 1967 à 1973, et de l'Ashmolean Museum, à Oxford, de 1973 à 1985. Il est anobli en 1983.

## Biographie
Deuxième des trois fils de Stephen Harvey Piper, professeur de physique à l'université de Bristol et de Mary Joyce Casswell, Piper naît à Wimbledon en 1918. Il est élève au Clifton College, puis étudiant au St Catharine's College de Cambridge où il obtient une mention très bien aux tripos de langues modernes et médiévales en 1940,.
Piper est professeur Slade de beaux-arts à l'université d'Oxford de 1966 à 1967. Il est fellow du Christ's College de l'université de Cambridge de 1967 à 1973 et fellow du Worcester College à Oxford, de 1973 à 1985.
En 1956, Piper prépara un catalogue descriptif des portraits de la famille Petre à Ingatestone Hall pour l'Essex Record Office. Il a donné la conférence Aspects of Art en 1968,.
Sous le pseudonyme de Peter Towry, Piper écrit plusieurs romans, dont Trial by Battle (1959), une histoire basée sur ses expériences en tant qu'officier dans l'armée de l'Inde, s'entraînant à Bangalore et participant ensuite à l'action contre l'armée impériale japonaise en Malaisie pendant la Seconde Guerre mondiale. Il est ensuite prisonnier de guerre au Japon pendant trois ans.
En 1945, Piper épouse Anne Horatia (1920-2017), fille d'Oliffe Richmond, professeur de lettres classiques à l'université d'Édimbourg, elle-même romancière et dramaturge. Ils ont trois filles – Evanthe, Ruth et Emma – , et un fils, le décorateur de théâtre Tom Piper.
Il meurt le 29 décembre 1990 à Wytham, où il est inhumé. Un service commémoratif se déroule à St Mary, Oxford en mars 1991.

## Distinctions
- 1969 : CBE[1]
- 1983 : Knight Bachelor[1]
- 1984 : docteur honoris causa de l'université de Bristol[1]
- 1985 : membre d'honneur de la Royal Academy[1]

## Publications
- Petre Family Portraits, Essex Record Office Publication No 26, 1956
- The English Face, Thames & Hudson, 1957 (lire en ligne )
- The Companion Guide to London, Collins, 1964

### En tant que Peter Towry
- Richard said no ..., Morrow, 1953
- It's Warm Inside, Chatto and Windus, 1953
- Lord Minimus, a Heroic Comedy, Chatto and Windus, 1955
- Trial by Battle, Hutchinson, 1959  (réédité en 2019 par l'Imperial War Museum sous son vrai nom)[11].
- Please Count Your Change, Macmillan, 1962